# Udumalaipettai
Udumalaipettai es una ciudad y municipio situada en el distrito de Tirupur en el estado de Tamil Nadu (India). Su población es de 61133 habitantes (2011). Se encuentra a 69 km de Tirupur y a 63 km de Coimbatore.

## Demografía
Según el censo de 2011 la población de Udumalaipettai era de 61133 habitantes, de los cuales 29958 eran hombres y 31175 eran mujeres. Udumalaipettai tiene una tasa media de alfabetización del 91,23%, superior a la media estatal del 80,09%: la alfabetización masculina es del 95,10%, y la alfabetización femenina del 87,52%.